# Intelsat 5
O Intelsat 5 (IS-5), antigamente denominado de PAS-5, Arabsat 2C e Badr C, é um satélite de comunicação geoestacionário construído pela Hughes. Ele está localizado na posição orbital de 157 graus de longitude leste e é de propriedade da Intelsat, empresa sediada atualmente em Luxemburgo. O satélite foi baseado na plataforma HS-601HP e sua vida útil estimada era de 15 anos

## História
Devido a degradação prematura de sua bateria o satélite teve a sua capacidade reduzida em mais de 50%.O PAS-5 foi arrendada em maio de 2002 para a empresa árabe Arabsat.

## Lançamento
O satélite foi lançado com sucesso ao espaço no dia 28 de agosto de 1997, às 00:33:30 UTC, por meio de veículo Proton-K/Blok-DM3 a partir do Cosmódromo de Baikonur, no Cazaquistão. Ele tinha uma massa de lançamento de 2.730 kg.

## Capacidade e cobertura
O Intelsat 5 é equipado com 28 transponders em banda C e 28 em banda Ku. Planejado para ser movido para a posição orbital de 50,15° E para operar lá no modo inclinado sob os registros da UIT da Turquia.